# Monika Pedersen
Monika Pedersen (Aarhus, 21 Dezembro, 1978) é uma cantora Dinamarquesa da banda Sinphonia e ex-vocalista da banda Norueguesa de gothic metal Sirenia, substituindo a cantora Henriette Bordvik. Ela também atuou como cantora convidada em algumas outras bandas como Mercenary, Effektor, Evil Masquerade, Manticora e Ad Noctum.

## Discografia

### Álbuns

#### Com Sinphonia
- When the Tide Breaks - 2000
- The Divine Disharmony - 2002
- Silence (EP) - 2005

#### ComSirenia
- Nine Destinies and a Downfall - 2007

### Singles
- My Mind's Eye

### Videoclipes
- My Mind's Eye
- The Other Side

### Participações especiais
- Mercenary - 11 Dreams (2004)
- Evil Masquerade - Theatrical Madness (2005)